# Agiabampo Dos
Agiabampo Dos är en ort i Mexiko.   Den ligger i kommunen Huatabampo och delstaten Sonora, i den västra delen av landet, 1 300 km nordväst om huvudstaden Mexico City. Agiabampo Dos ligger 44 meter över havet och antalet invånare är 153.
Terrängen runt Agiabampo Dos är platt. Runt Agiabampo Dos är det ganska tätbefolkat, med 70 invånare per kvadratkilometer. Närmaste större samhälle är Emigdio Ruiz, 3,8 km sydost om Agiabampo Dos. Trakten runt Agiabampo Dos består till största delen av jordbruksmark.